# Hummel-Paradoxon
Das Hummel-Paradoxon beschreibt ein scheinbares Paradoxon der Aerodynamik, nach dem Hummeln nicht fliegen können.

## Geschichte und Beschreibung
In der populären Literatur hält sich die Legende, eine Hummel könne nach den Gesetzen der Aerodynamik nicht fliegen. Am Ursprung der Geschichte dürfte wohl eine Bemerkung in der Einleitung des 1934 erschienenen Buchs «Le vol des Insectes» von Antoine Magnan (1881–1938) stehen:
Tout d’abord poussé par ce qui se fait en aviation, j’ai appliqué aux insectes les lois de la résistance de l’air, et je suis arrivé avec M. Sainte-Laguë à cette conclusion que leur vol est impossible.
Angeregt durch die Aktivitäten auf dem Gebiet der Luftfahrt wandte ich die Gesetze des Luftwiderstands auf die Insekten an und kam, zusammen mit Herrn Sainte-Laguë, zum Schluss, dass ihr Flug unmöglich ist.
Magnan war Entomologe und Professor am Collège de France, André Sainte-Laguë war Mathematiker und zu jener Zeit sein Assistent. Magnan sprach also nicht von Hummeln, sondern von Insekten allgemein, und wies lediglich mit einer launigen Bemerkung darauf hin, dass man mit dem damaligen Wissen die Aerodynamik des Insektenflugs noch nicht verstand.
Besonders in Deutschland ist aber eine andere Herkunftslegende beliebt, zu der es allerdings keine zeitgenössische Quelle gibt: Die Geschichte kursierte Anfang der 1930er Jahre zunächst als Scherz unter Studenten des renommierten Aerodynamikers Ludwig Prandtl an der Universität Göttingen und wurde begierig von der Presse aufgenommen. Nach dieser Geschichte soll eines Abends in einer Gaststätte ein Biologe einen Aerodynamiker gefragt haben, warum eine Biene oder Hummel fliegen könne. Die Antwort des Aerodynamikers soll nach einer kurzen Berechnung auf einem Bierdeckel oder einer Serviette in etwa so gelautet haben:
Die Hummel hat 0,7 cm² Flügelfläche und wiegt 1,2 Gramm. Nach den Gesetzen der Aerodynamik ist es unmöglich, bei diesem Verhältnis zu fliegen.
Dazugedichtet wurden meist noch anschließende Sätze wie:
Die Hummel kümmert das nicht und sie fliegt trotzdem. oder
Da die Hummel die Gesetze der Aerodynamik nicht kennt, fliegt sie dennoch.
Der Aerodynamiker soll seine Berechnungen vor dem Hintergrund, dass er die Flügel der Hummel fälschlich als steif angenommen hatte, nochmals überdacht haben. Aus der späteren Antwort ließ sich aber wohl keine Schlagzeile machen. Es ist umstritten, wer dieser Aerodynamiker war. In einigen Quellen wird vermutet, dass es sich um den Schweizer Gasdynamiker Jacob Ackeret (1898–1981) gehandelt haben könnte.

## Physikalische Erklärung
Tatsächlich existiert hier kein Paradoxon. Hummeln sind sehr viel kleiner als Flugzeuge. Sie bewegen sich jedoch in der gleichen Luft mit der gleichen Dichte und der gleichen Viskosität. Dies hat zur Folge, dass die Reynolds-Zahl für den Hummelflug viele Größenordnungen kleiner ist als die für den Flugzeugflug. Damit unterscheiden sich die Formen des Strömungsfelds um die Flügel erheblich. Theorien hierzu wurden bereits in den 1930er Jahren entwickelt. Dabei spielten insbesondere Wirbel eine entscheidende Rolle. Der experimentelle Nachweis dazu wurde im Jahr 1996 erbracht, als Charles Ellington von der Universität Cambridge Versuche zum Insektenflug an Tabakschwärmern vornahm: Durch den Flügelschlag werden Wirbel erzeugt, die der Hummel den nötigen dynamischen Auftrieb verschaffen. Mithilfe einer Superzeitlupenkamera fand Ellington heraus, dass die Hummel ihre Flügel bis zu 200-mal pro Sekunde kreisförmig bewegt und dabei einen tornadoartigen Luftwirbel (Tornado-Effekt) erzeugt. Dadurch entsteht ein Unterdruck, und die Hummel erhebt sich in die Luft. Eine Geschwindigkeit von 20 km/h ist dabei kein Problem für sie. Im Jahr 2012 wurde in der Mitte der Flügel ein kleines Gelenk entdeckt, das wie der Rest des Flügels aus dem Protein Resilin besteht. Mit dem Gelenk lässt sich der Flügel abknicken. Wenn es im Versuch außer Funktion gesetzt wurde, konnten die Hummeln 8,6 % weniger Gewicht tragen.